# Georges Mink
Georges Mink (ur. 25 maja 1946 w Issy-les-Moulineaux jako Jerzy Henryk Mink) – francuski socjolog polskiego pochodzenia specjalizujący się w Europie Środkowej i Europie Wschodniej. Emerytowany dyrektor do spraw badań we francuskim Centrum Badań Naukowych CNRS i Permanent Professor Kolegium Europejskiego w Natolinie.

## Życiorys
Urodził się w rodzinie zasymilowanych polskich Żydów. Jego ojciec Emanuel Mink był uczestnikiem hiszpańskiej wojny domowej i francuskiego Ruchu Oporu oraz więźniem Drancy i Auschwitz. Po powrocie do Polski wychowywał się i uczył w Warszawie, gdzie ukończył VI Liceum Ogólnokształcące im. Tadeusza Reytana (1964). W wyniku wydarzeń marcowych znalazł się na emigracji we Francji. Od 1973 wykładowca Instytutu Nauk Politycznych w Paryżu. Wykładał też w Université de Paris V, École des hautes études en sciences sociales, École nationale d’administration. Był profesorem wizytującym na Uniwersytecie Kolumbii Brytyjskiej w Vancouver, Akademii Mohylańskiej w Kijowie, Uniwersytecie Karola w Pradze, Uniwersytecie Humboldtów w Berlinie i w Kolegium Europejskim w Natolinie (2000–2013). Równolegle z działalnością dydaktyczną kierował kilkoma ośrodkami badawczymi. Jego badania koncentrują się na przemianach ustrojowych i przekształceniach elit komunistycznych w Europie Środkowej i Wschodniej.

## Odznaczenia
- Brązowy Medal Narodowego Centrum Badań Naukowych – 1984 (Francja)
- Krzyż Kawalerski Orderu Zasługi Rzeczypospolitej Polskiej – 2003 (Polska)
- Medal Františka Palacký Akademii Nauk Republiki Czeskiej – 2004 (Czechy)
- Kawaler Orderu Narodowego Zasługi – 2004 (Francja)
- Odznaka Honorowa „Bene Merito” – 2012 (Polska)

## Wybrane publikacje
- (współautor: Z. Erard Z. [pseud. E. Bérard] i G. M. Zygier [pseud. G. Mink]), Pologne, une société en dissidence, Paris 1978.
- (współautor: Patrick Michel), Mort d'un prêtre: Affaire Popieluszko, autopsie d'une logique normalisatrice, Fayard, 1985.
- La Force ou la Raison, La Découverte, coll. « Cahiers libres », 1989.
- (redakcja), Cet Étrange Postcommunisme. Rupture et Transitions en Europe centrale et orientale, Presses du CNRS/La Découverte, 1992.
- Vie et Mort du bloc soviétique, Casterman, 1997, wyd. 2 - 2007.
- (współautor: Jean-Charles Szurek), La Grande Conversion. Le destin des communistes en Europe de l'Est, Éditions du Seuil, coll. « L'épreuve des faits », 1999.
- (współautor: Maxime Forest), Post-communisme: les sciences sociales à l'épreuve, L'Harmattan, coll. « Pays de l'Est », 2004.
- (współautor: Laure Neumayer), L'Europe et ses passés douloureux, La Découverte, coll. « Recherches », 2007.
- (współautorzy: Marc Lazar et Mariusz Sielski), 1956, une date européenne, Société historique et littéraire polonaise / Les éditions noir sur blanc, 2010.
- (współautor: Pascal Bonnard), Le passé au présent. Gisements mémoriels et actions historicisantes en Europe centrale et orientale, Michel Houdiard éditeur, 2011.
- (współautor:  Laure Neumayer), History, Memory and Politics in Central and Eastern Europe, Memory Games, Palgrave, Macmillan, 2013.
- La Pologne au cœur de l'Europe. De 1914 à aujourd'hui, histoire politique et conflits de mémoire, Buchet Chastel, 2015.

## Publikacje w języku polskim
- Polska w sercu Europy. Od roku 1914 do czasów najnowszych. Historia polityczna i konflikty pamięci, przeł. Małgorzata Kozłowska, Wydawnictwo Literackie, Kraków 2017. ISBN 978-83-08-06421-4.